# Шахбут ибн Султан Аль Нахайян
Шахбу́т ибн Султа́н А́ль Нахайя́н (араб. شخبوط بن سلطان آل نهيان‎; 1 июня 1905 — 11 февраля 1989) — старший сын Султана ибн Заида Аль Нахайяна, правителя Абу-Даби с 1922 по 1926 год. Шахбут был правителем княжества Абу-Даби с января 1928 года до 6 августа 1966 года, когда был смещён в результате бескровного дворцового переворота.

## Биография
Шахбут родился в 1905 году. Он был старшим сыном Султана ибн Заида ибн Халифы Аль Нахайяна. Его матерью была шейха Салама бинт Бутти.
Шейх Шахбут сменил своего дядю Шейха Сакра ибн Заида Аль Нахайяна в 1928 году, став правителем эмирата Абу-Даби.
Во время своего правления он придерживался агрессивной меркантилистской стратегии, сохраняя свои резервы в золоте. Его правление продлилось до 6 августа 1966 года, когда он был свергнут в результате бескровного переворота под руководством британцев Trucial Oman Scouts в пользу своего брата Заида ибн Султана Аль Нахайяна. Основная причина, по которой он был смещён, заключалась в том, что он отказался тратить гонорары от продажи нефти.
Эмиром Абу-Даби стал его младший брат шейх Заид ибн Султан Аль Нахайян, который со временем стал неоспоримым лидером ОАЭ.
24 апреля 1966 года король Иордании Хусейн наградил его орденом Нахда, который в то время был высшей наградой Иордании.

## Личная жизнь
Его первой женой была его двоюродная сестра Шейха Фахера бинт Хазза Аль Нахайян, также была матерью всех его детей. У них было два сына, Саид и Султан, оба умерли в юности, живя в добровольном изгнании со своим отцом. Саид женился на дочери шейха Заида в Эль-Бурайми в 1963 году. Их потомки живут в эмирате Абу-Даби. Помимо двух сыновей, у шейха Шахбута было четыре дочери: Оша, Моза, Кут и Рудха. Его второй женой была Мариам бинт Рашид аль-Отайба.